# Andranik Ozanian
Andranik Torossí Ozanian (en armeni: Անդրանիկ Թորոսի Օզանյան; nascut a Şebinkarahisar (Imperi Otomà el 25 de febrer de 1865 i mort a Chico, Califòrnia, el 31 d'agost de 1927) va ser un general armeni, activista polític i lluitador per la llibertat, admirat com un heroi nacional a Armènia.